# Pico Macaya
El Pico Macaya (en criollo haitiano: Pik Makaya) es la segunda montaña más alta de Haití (después de Pico la Selle), con una altura de 2347 metros (7700 pies) sobre el nivel del mar. Está ubicado en el Macizo de la Hotte, 36 kilómetros (22 millas) al noroeste de Los Cayos y 195 km (121 millas) al oeste de Puerto Príncipe, La montaña se encuentra en el Parque Nacional de Macaya. 
El Pico Macaya es una fuente de generación de agua y tiene suelos ricos que soportan sus densos bosques de pinos. Tiene una alta concentración de biodiversidad con numerosas especies endémicas y también es un lugar de anidación para el Pterodroma hasitata (Petrel antillano) en peligro de extinción.